# Koedingthee

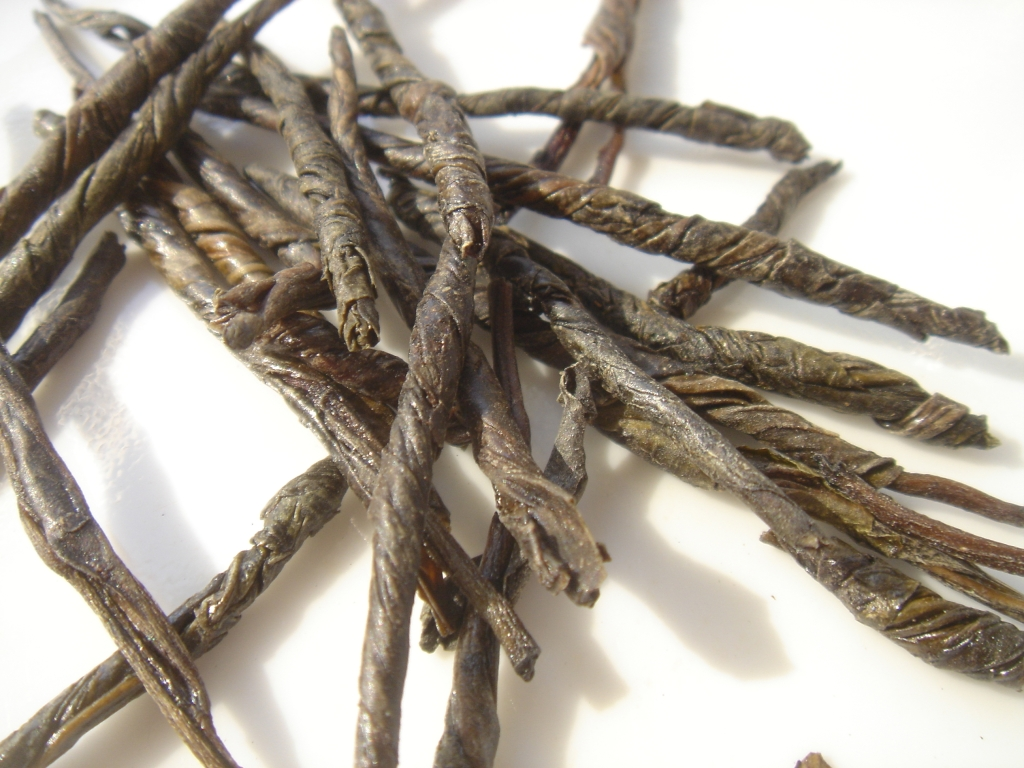
Opgerolde droge bladeren van Ilex kudingcha

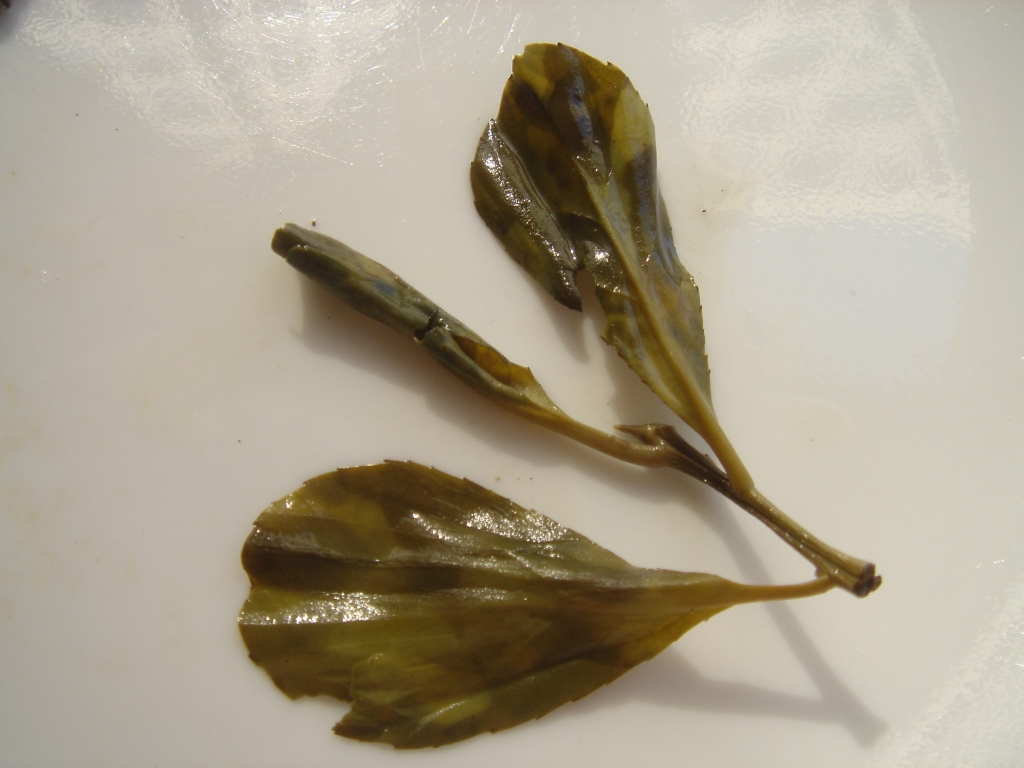
Als thee ingeweekte bladeren van Ilex kudingcha

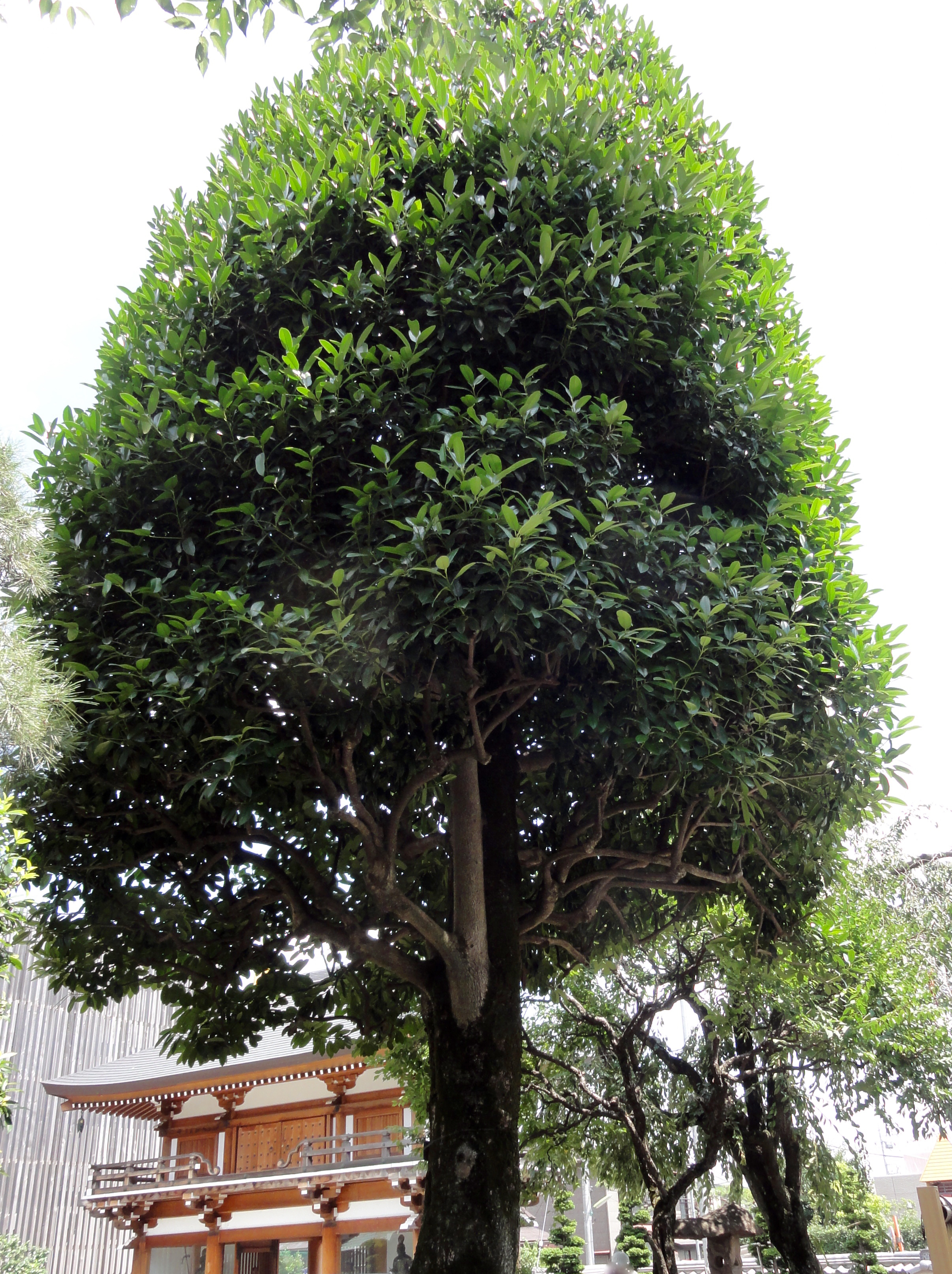
Ilex kudingcha

Koedingthee (Chinees 苦丁茶, pinyin: kǔdīng chá) met de betekenis bitternagelthee is een Chinese kruidenthee.   

## Naam
De naam is afgeleid van de bittere smaak en de spijkervorm van de opgerolde gedroogde bladeren. De kruidendrank wordt in het Engels ook wel "one-leaf tea" genoemd, omdat één blad voldoende is om er thee van te zetten.  

## Aanbouw
De thee wordt gemaakt uit bladeren van verschillende plantensoorten: de grootbladerige thee met twee hulstsoorten, Ilex kaushue oftewel Ilex kudingcha C.T. Tseng zowel als Ilex latifolia Thunb en de kleinbladerige met een in Guizhou bekende ligustersoort: Ligustrum robustum. De aanbouw van koedingthee is niet offieel geregeld, zodat er veel verschillende productiemethodes en kwaliteitsgradaties bestaan. Veel plantages zijn kleinschalig. 

## Gebruik
Het drinken van thee uit hulstbladeren heeft in China een lange traditie en wordt sinds de Song-dynastie (960-1279 n. Chr.) beschreven.
De thee wordt als genotsmiddel en als medicinale thee gebruikt, waarbij er  wetenschappelijke aanwijzingen bestaan dat de verschillende soorten koedingthee positieve effecten op de gezondheid hebben.